# Lienardia giliberti
Lienardia giliberti is een slakkensoort uit de familie van de Clathurellidae. De wetenschappelijke naam van de soort is voor het eerst geldig gepubliceerd in 1874 door Souverbie in Souverbie & Montrouzier.